# Tiro de besta (unidade de medida)
Tiro de besta era uma antiga unidade de medida medieval, que correspondia aproximadamente a 35 metros. A denominação da unidade, aparentemente baseava-se no fato de ser a distância média percorrida por uma flecha disparada por uma besta.
O tiro de besta baseava-se na antiga unidade romana actus, equivalente a 35,5 metros. Por sua vez, o actus correspondia a 120 pés romanos.